# هولگر هیرونوموس
هولگر هیرونوموس (به آلمانی: Holger Hieronymus) بازیکن فوتبال و مدافع اهل آلمان است که از سال ۱۹۸۱ میلادی عضو تیم ملی فوتبال آلمان بوده‌است. وی در ۳ بازی ملی حضور داشته است و آخرین بازی ملی خود را در سال ۱۹۸۲ میلادی انجام داد. هولگر هیرونوموس در بازی‌های ملی‌اش گلی به ثمر نرساند.